# Буринське сільське поселення (Калганський район)
Бури́нське сільське поселення (рос. Буринское сельское поселение) — сільське поселення у складі Калганського району Забайкальського краю Росії.
Адміністративний центр — село Бура.

## Історія
Село Бура 1-а було утворено 2013 року шляхом виділення зі складу села Бура.

## Населення
Населення сільського поселення становить 550 осіб (2019; 629 у 2010, 817 у 2002).

## Склад
До складу сільського поселення входять:
| Населений пункт | Населення, осіб (2002) | Населення, осіб (2010) |
| --------------- | ---------------------- | ---------------------- |
| Бура, село      | 817                    | 629                    |
| Бура 1-а, село  | -                      | -                      |